# Det kunne vært deg
Det kunne vært deg är en norsk svartvit dramakomedifilm från 1952 i regi av Kåre Bergstrøm och Henki Kolstad. Kolstad spelade också en av filmens huvudroller mot Inger Marie Andersen.

## Handling
Maisen och Pompen är nygifta. På väg hem från bröllopet tappar Pompen nycklarna till lägenheten. De ringer på hos grannen Cornelius som bjuder in dem och öppnar en flaska champagne, vilket blir början på en lång vänskap. Cornelius är en tvättäkta ungkarl, med en kvinna för var och en av veckans dagar. Till slut faller han dock för Ingrid som nyligen blivit direktör för ett badhotell. Efter ett tag beger sig Cornelius ut på en utlandsresa.
Tiden går och Maisen och Pompen har varit gifta i några år. De har problem i äktenskapet, något som Cornelius ser och för att ställa allt till rätta bjuder han dem på en resa till Medelhavet. Vad han inte räknat med var att både Maisen och Pompen skulle vara otrogna under resan.

## Rollista
- Inger Marie Andersen – Maisen
- Henki Kolstad – Haralp, Pompen
- Wenche Foss – Ingrid
- Ebbe Rode – Cornelius
- Bonne Gauguin – Fru Westberg
- Eugen Skjønberg – Westberg
- Einar Vaage – flyttkarl
- Astri Jacobsen – Fröken Ødegård
- Maria Flood – Carmencita
- Edel Stenberg – Mosse
- Jon Sund – Portier på Victoria
- Paal Rocky – Portier på badehotellet
- Juel Arvid Hansen – Westbergs son
- Randi Thorvaldsen – Westbergs dotter
- Erik Melbye Brekke – Guttorm
- Stevelin Urdahl – droskechauffören
- Jack Fjeldstad – bilägaren
- Merle Smith – amerikanaren
- Arne Riis – postbud
- Frithjof Fearnley – seglare
- Willie Hoel – seglare
- Nora Brockstedt – sjungande dam
- Per Asplin – sjungande man
- Grethe Mørch – förälskad kvinna
- Jan Voigt – förälskad man
- Joachim Calmeyer
- Anne-Lise Tangstad

## Produktion
Filmen bygger på pjäsen Det kunne vært deg av Karl-Ludvig Bugge, som också skrev filmens manus samt var regiassistent. Den producerades av Norsk Film A/S med Arild Brinchmann som produktionsledare. Den fotades av Ragnar Sørensen med Olav Kyrre Grepp som fotoassistent. Den klipptes samman av Olav Engebretsen. Musik komponerades av Christian Hartmann och dirigerades av Sverre Bergh.

## Utgivning
Filmen hade norsk urpremiär den 13 november 1952. Den 19 april 1954 hade filmen premiär i Danmark under titeln Vore små fejltrin.